# СПГ-9
СПГ-9 «Копьё» (индекс ГРАУ — 6Г6) — советский станковый противотанковый гранатомёт (безоткатное орудие). Гранатомёт является представителем второго поколения советских станковых противотанковых гранатомётов, успешно выдержал в 1962 году полигонно-войсковые испытания. Гранатомёт СПГ-9 «Копьё» принят на вооружение в 1963 году.

## История создания
Возможность создания гранатомётного комплекса с дальностью прямого выстрела 600 м и бронепробиваемостью до 300 мм была показана в ходе научно-исследовательской работы, проведённой в 1959—1960 годах отделом № 16 ГСКБ-47 (ныне ГНПП «Базальт») в г. Красноармейске под руководством П. П. Топчана. Непосредственно отработка комплекса проводилась в рамках ОКР «Копьё» в ходе которой требования к дальности были повышены до 800 м. Головным разработчиком и разработчиком гранаты являлось ГСКБ-47 (Топчан П. П., Дубровин Е. И.), сам гранатомет СПГ-9 разрабатывало Центральное конструкторско-исследовательское бюро спортивно-охотничьего оружия (ЦКИБ СОО) в г. Тула (ответственный исполнитель В. И. Силин). В первой модификации СПГ-9 — ПГ-9В комплекс обеспечивал вероятностное отклонение 0,46 м на дальности 800 м, возможность поражения бронетехники сохранялась до 1300 м.
В 1964 году ведущие конструкторы гранатометных систем СПГ-9 и РПГ-7 П. П. Топчан, В. И. Барабошкин, В. К. Фирулин были удостоены Ленинской премии.
В 1971 году разработан и принят на вооружение осколочный выстрел ОГ-9В без маршевого реактивного двигателя с начальной скоростью 315 м/с, гранатомёт был модернизирован (СПГ-9М), новый станок и прицел позволили стрелять по навесной траектории на дальность до 4500 м. В 1973 году разработан новый бронебойный выстрел ПГ-9ВС (главный конструктор Е. И. Дубровин) бронепробиваемость возросла до 400 мм. Дальнейшими модификациями выстрелов стали ОГ-9ВМ (1976 г.) и ОГ-9ВМ1 (1986 г.).

## Общие сведения
Как и ручные противотанковые гранатомёты, СПГ-9 представляет собой систему, в которой граната получает начальную скорость под давлением газов стартового порохового заряда в стволе, а затем за счёт реактивного двигателя увеличивает скорость до максимальной. Выстрел ПГ-9В состоит из кумулятивной гранаты и стартового порохового заряда. Граната ПГ-9 имеет калиберную боевую часть с головодонным пьезоэлектрическим взрывателем, реактивный двигатель с шестилопастным стабилизатором и двумя трассёрами. Стартовый заряд состоит из металлического зарядного устройства (перфорированная трубка с диафрагмой), навески нитроглицеринового пороха в перкалевом картузе, воспламенительного заряда с электровоспламенителем и узла форсирования. Впоследствии для гранатомёта была разработана осколочная противопехотная граната. Расчёт из 4 человек способен переносить гранатомёт в разобранном (походном) положении на большие расстояния, а также перемещать в боевом положении при смене огневых позиций.

## Модификации
Гранатомёт модернизировался и выпускался в нескольких модификациях:
- десантный гранатомёт СПГ-9Д (индекс ГРАУ — 6Г7);
- модернизированный гранатомёт СПГ-9М (индекс ГРАУ — 6Г13);
- модернизированный десантный гранатомёт СПГ-9ДМ (индекс ГРАУ — 6Г14);
- модификации с ночным прицелом ПГН-9 (индекс ГРАУ — 1ПН52) — СПГ-9Н, СПГ-9ДН, СПГ-9МН и СПГ-9ДМН.

Также на основе СПГ-9М создано 73 мм гладкоствольное орудие 2А28 «Гром», вошедшее в комплекс вооружения боевой машины пехоты БМП-1.

## Выстрелы гранатомёта
Для гранатомёта разработаны следующие боеприпасы:
- выстрел ПГ-9В (индекс ГРАУ — 7П3) с противотанковой гранатой ПГ-9,
- выстрел ОГ-9В (индекс ГРАУ — 7П4) с осколочной гранатой ОГ-9,
- выстрел ОГ-9ВМ (индекс ГРАУ — 7П4М) с осколочной гранатой ОГ-9М,
- выстрел ОГ-9ВМ1 (индекс ГРАУ — 7П4М1) с осколочной гранатой ОГ-9М1,
- выстрел ПГ-9ВС (индекс ГРАУ — 7П14) с противотанковой гранатой ПГ-9С,
- выстрел ПГ-9ВС1 (индекс ГРАУ — 7П20) с противотанковой гранатой ПГ-9С1.

Также с орудием 2А28 «Гром» применяется выстрел ПГ-15В.

## Тактико-технические характеристики

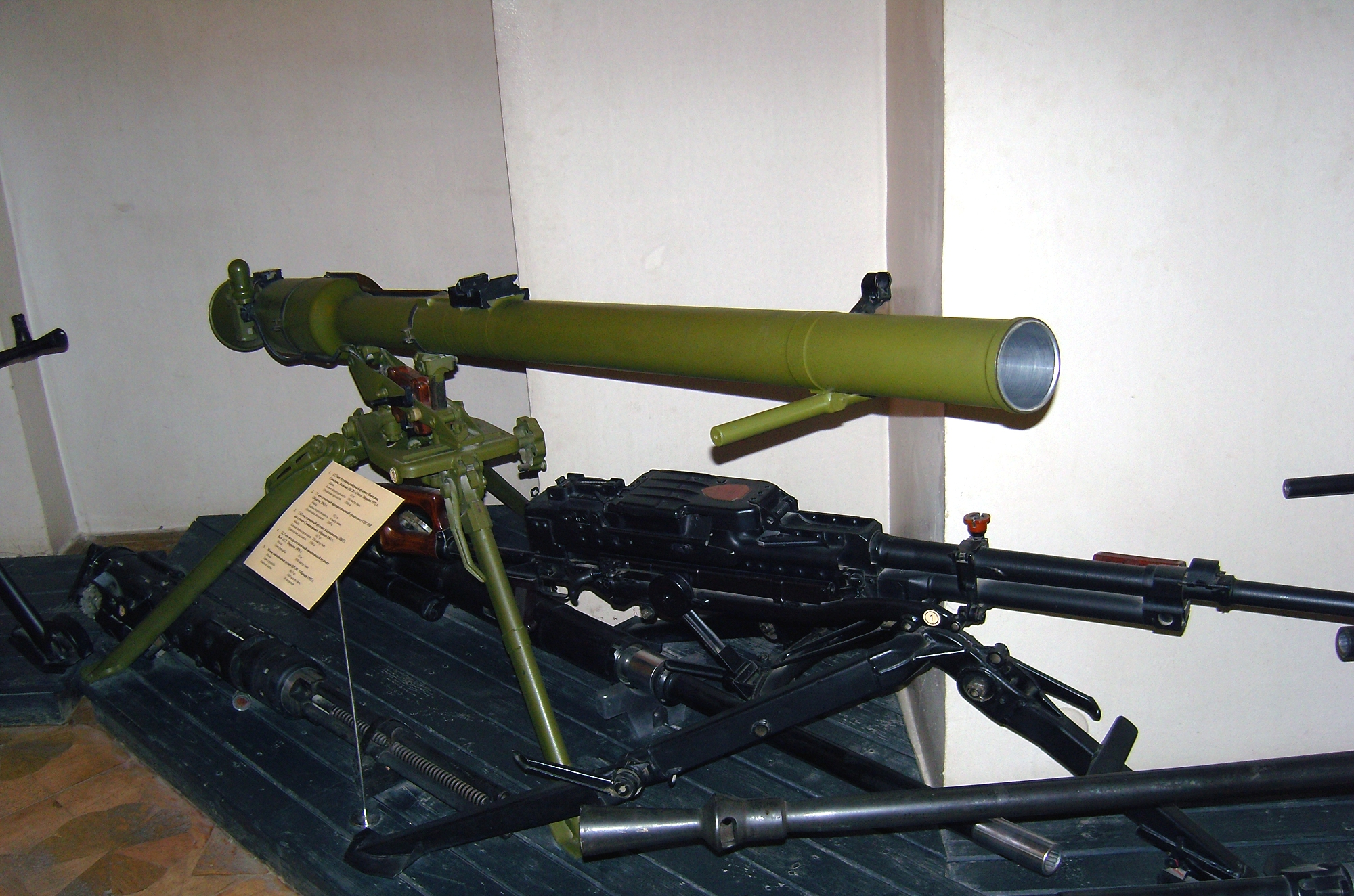
Пулемёт «Утёс» и СПГ-9М

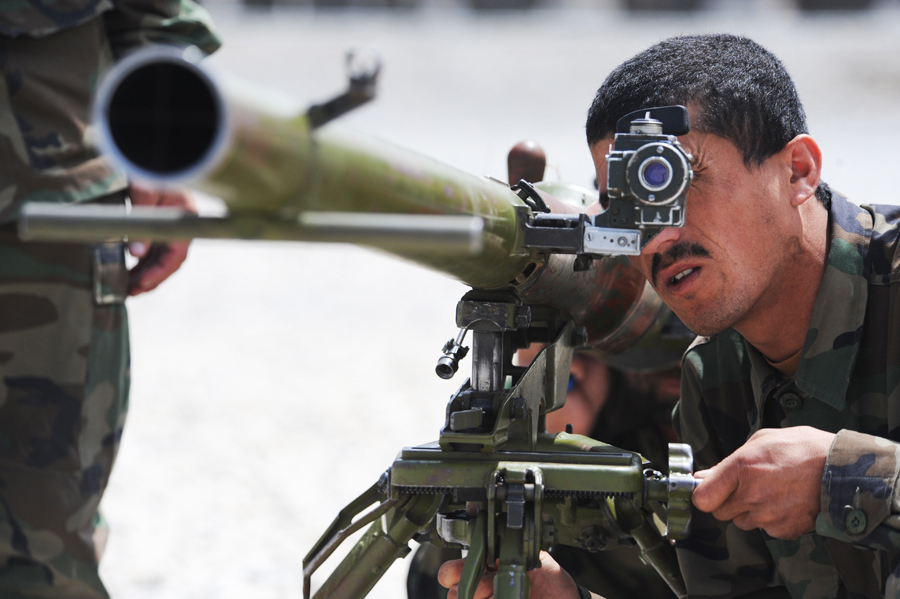
Прицеливание при стрельбе прямой наводкой

Гранатомёт имеет следующие тактико-технические характеристики:
- масса:
  - с прицелом — 47,5 кг,
  - в том числе треножного станка — 12 кг,
  - колёсного хода (для СПГ-9Д) — 14 кг;
- длина ствола — 1850 мм;
- длина выстрела — 1115 мм (ПГ-9В) или 1062 мм (ОГ-9В);
- длина гранатомёта — 2110 мм;
- начальная скорость гранаты — 435 м/с (ПГ-9В) или 316 м/с (ОГ-9В);
- максимальная скорость гранаты — 700 м/с;
- бронепробиваемость — 300 мм (ПГ-9В) или 400 мм (ПГ-9ВС);
- максимальная дальность стрельбы — 1300 м (противотанковая) или 4500 м (противопехотная);
- дальность прямого выстрела — 800 м;
- скорострельность — до 6 выстрелов в минуту.

Расчёт гранатомёта составляет 4 человека: командир, наводчик, заряжающий, подносчик.

## Операторы
- Россия: на вооружении, по состоянию на 2017 год[2]
- Кыргызстан: на вооружении, по состоянию на 2017 год[3]
- Куба: на вооружении
- Молдова: на вооружении, по состоянию на 2017 год[4]
- Украина: на вооружении[5]
- Южный Судан: на вооружении по состоянию на 2018 год[6]

Иные операторы
- ИГ использует СПГ-9 в боевых действиях на территории  и Ирака и Сирии[7]
- Рабочая партия Курдистана использует СПГ-9 против турецкой армии на территории Турции[8]

Бывшие
- СССР
- Афганистан: в августе 2002 года Болгария безвозмездно передала афганской армии 12 гранатомётов СПГ-9[9]
- Болгария: в 1966 году начался выпуск СПГ-9 (SPG-9)[10], в дальнейшем разработана модификация SPG-9DNM
- Мали — 15 СПГ-9, поставлялись из Болгарии в 2012 году, 9 из них были установлены на пикапы 4×4 Kia KM450, после 2018 года числятся небоеспособными.
- Донецкая Народная Республика (2014—2022)[11]
- Луганская Народная Республика (2014—2022)[11]